# Bryan Mendoza (cyclisme)
Pour les articles homonymes, voir Mendoza.
Mendoza  Ramos est un nom espagnol. Le premier nom de famille, en général paternel, est Mendoza ; le second, en général maternel, souvent omis, est Ramos.
Bryan Fernando Mendoza Ramos, né le 18 août 1998, est un coureur cycliste salvadorien. Multiple champion national, il représente également son pays lors de grands évènements internationaux.

## Biographie
En 2022, il est sacré champion du Salvador sur route chez les élites. 

## Palmarès

### Palmarès sur route
- 2013
  -  Champion du Salvador sur route cadets
  - Clásica del Oriente :
    - Classement général
    - 3e étape
- 2015
  -  Champion du Salvador sur route juniors
  - 2e du championnat du Salvador du contre-la-montre juniors
- 2016
  -  Champion du Salvador sur route juniors
  -  Champion du Salvador du contre-la-montre juniors
- 2017
  -  Champion du Salvador sur route espoirs[2]
  - 2e du championnat du Salvador du contre-la-montre espoirs
- 2018
  -  Champion du Salvador sur route espoirs[3]
  -  Champion du Salvador du contre-la-montre espoirs
- 2019
  -  Champion du Salvador sur route espoirs
  -  Champion du Salvador du contre-la-montre espoirs[4]
- 2020
  -  Champion du Salvador sur route espoirs[5]
  - 3e du championnat du Salvador du contre-la-montre espoirs
- 2021
  - 3e du championnat du Salvador du contre-la-montre
- 2022
  -  Champion du Salvador sur route
  - 3e du championnat du Salvador du contre-la-montre
- 2023
  - 2e du championnat du Salvador sur route

### Classements mondiaux
| Année            | 2017 | 2018 | 2019 | 2020 | 2021 |
| ---------------- | ---- | ---- | ---- | ---- | ---- |
| UCI America Tour | 177e |      | 151e |      | 203e |

### Palmarès en VTT
- 2019
  -  Champion du Salvador de cross-country espoirs[9]

### Palmarès sur piste
- 2015
  -  Champion du Salvador de poursuite juniors
  -  Champion du Salvador de keirin juniors
  -  Champion du Salvador du kilomètre juniors
  -  Champion du Salvador de scratch juniors